# 196807 Beshore
196807 Beshore è un asteroide della fascia principale. Scoperto nel 2003, presenta un'orbita caratterizzata da un semiasse maggiore pari a 3,0299686 UA e da un'eccentricità di 0,0938115, inclinata di 11,01376° rispetto all'eclittica.